# Joaquim Vieira da Cunha
Joaquim Vieira da Cunha (Piratini, 3 de março de 1805 — Pelotas, 25 de julho de 1886) foi um político e magistrado brasileiro.

## Biografia
Filho de José Vieira da Cunha e Antônia Vitorina Luísa e Silva, foi educado por seu tio, o padre João Vieira da Cunha, que o levou a Portugal. Formou-se em direito pela Universidade de Coimbra, em 1827. Ao terminar seus estudos empreendeu uma viagem pela Europa, tendo passado pela Espanha, França e Inglaterra. Retornou ao Brasil, onde empreendeu uma longa viagem pelo interior, ao final da qual se estabeleceu em Pelotas, dedicando-se à magistratura.
Elegeu-se vereador de Pelotas e, por ser o mais votado, assumiu a presidência da Câmara Municipal, cargo equivalente ao de prefeito, em 1865.
Foi deputado provincial eleito à 1.ª Legislatura da Assembleia Provincial. Era juiz quando foi nomeado vice-presidente da província do Rio Grande do Sul. Ao estourar a Revolução Farroupilha foi deportado para o Rio de Janeiro por causa de sua amizade com Bento Gonçalves e com o general Netto.
Retorna antes do final da Revolução e é acolhido pelo almirante Grenfel, que o protege da ameaça de assassinato em um de seus navios. Terminada a guerra é eleito deputado provincial pelo Partido Liberal e reeleito diversas vezes. Foi incluído duas vezes na lista tríplice para senador, uma delas como mais votado.
Foi depois vice-presidente, novamente no mandato de Francisco Inácio Marcondes Homem de Melo, assumindo a presidência interinamente, de 13 de abril a 14 de julho de 1868.
Tendo herdado de seus pais uma boa fortuna, acabou seus dias na pobreza.